# 中島盛直
中島 盛直（なかじま もりなお）は、安土桃山時代から江戸時代前期にかけての武将。

## 略歴
北条氏の家臣の中島盛信の長男として誕生。北条氏照に仕え、天正10年（1582年）の天正壬午の乱に参陣し名を挙げる。
天正18年（1590年）の小田原征伐で主家が滅亡した後は牢人となり、翌年徳川家康の許へ仕官。甲斐国中郡に300石の知行を賜る。同年3月の九戸政実の乱の鎮圧のために陸奥国岩出沢に遠征。
慶長5年（1600年）、関ヶ原の戦いに参陣。
死去後、武蔵国世田谷の常林寺に葬られた。子の盛昌が家督を継いだ。

## 系譜
父母
- 中島盛信（父）

子女
- 中島盛昌（長男）
- 中島盛利（次男）